# Sten Nordensköld
Sten Gustafsson Nordensköld, född 21 september 1889 i Stockholm, död 8 november 1989 i Lidingö församling, var en svensk friherre, militär och filmare.
Sten Nordensköld var son till Henrik Nordensköld. Efter studentexamen i Lund 1911 blev han underlöjtnant vid Kronprinsens husarregemente 1913, löjtnant 1917, gick på övergångsstat 1927 och blev ryttmästare vid Norrlands dragonregementes reserv 1928. Nordensköld var från 1919 verksam inom filmbranschen och gjorde sig känd som känd som en mycket skicklig kortfilmare, och arbetade såväl inom eget produktionsföretag som för Svensk filmindustri och Europafilm. Han gjorde bland annat en rad kända filmupptagningar från den svenska fjällvärlden. 1929 besökte han Färöarna, där han spelade in filmen Farornas ö. 1921 for han till Kalifornien, och 1938 genomförde han en expedition till Sydafrika för Europafilm, där han även spelade in färgfilm.